# Cover to Cover Tour
En 1991 George Michael se embarcó en el "Cover to Cover Tour" en Reino Unido, Brasil, Japón, Canadá y los Estados Unidos. 
La gira no fue una promoción adecuada para Listen Without Prejudice, Vol. 1. Más bien, era más sobre George cantando sus canciones favoritas haciéndolas cover. Entre sus favoritas era "Don't Let The Sun Go Down On Me" una canción de 1974 de Elton John, George y Elton había realizado la canción juntos en el concierto Live Aid en 1985, y de nuevo en el concierto de George en el Wembley Arena de Londres el 25 de marzo de 1991, donde se grabó el dúo. El sencillo fue lanzado a finales de 1991 y se convirtió en un éxito masivo a ambos lados del Atlántico.

## Canciones interpretadas
1. "Killer / Papa Was A Rollin' Stone"
2. "Victims"
3. "Father Figure"
4. "Fame"
5. "Waiting For That Day"
6. "Ain't No Stoppin' Us Now"
7. "Living for the City"
8. "Hard Day"
9. "Calling You"
10. "Back To Life"
11. "Faith"
12. "Superstition"
13. "Tonight"
14. "Why Did You Do It?"
15. "Baby Don't Change Your Mind"
16. "Everything She Wants"
17. "Desperado"
18. "Mother's Pride"
19. "What A Fool Believes"
20. "Freedom"
21. "Ain't Nobody"
22. "I'm Your Man"
23. "Sign Your Name"
24. "Don't Let The Sun Go Down On Me"
25. "I Knew You Were Waiting (For Me)"
26. "Careless Whisper"
27. "They Won't Go When I Go"
28. "Freedom! '90"

## Fechas

### Europa/Sudamérica/Asia
| Fecha               | Ciudad         | País        | Lugar                      |
| ------------------- | -------------- | ----------- | -------------------------- |
| 15 de enero de 1991 | Birmingham     | Reino Unido | National Exhibition Centre |
| 16 de enero de 1991 | Birmingham     | Reino Unido | National Exhibition Centre |
| 25 de enero de 1991 | Río de Janeiro | Brasil      | Estádio do Maracanã        |
| 27 de enero de 1991 | Río de Janeiro | Brasil      | Estádio do Maracanã        |
| 6 de marzo de 1991  | Tokio          | Japón       | Tokyo Dome                 |
| 7 de marzo de 1991  | Tokio          | Japón       | Tokyo Dome                 |
| 9 de marzo de 1991  | Tokio          | Japón       | Tokyo Dome                 |
| 10 de marzo de 1991 | Tokio          | Japón       | Tokyo Dome                 |

### Europa
| Fecha               | Ciudad  | País        | Lugar         |
| ------------------- | ------- | ----------- | ------------- |
| 19 de marzo de 1991 | Londres | Reino Unido | Wembley Arena |
| 20 de marzo de 1991 | Londres | Reino Unido | Wembley Arena |
| 22 de marzo de 1991 | Londres | Reino Unido | Wembley Arena |
| 23 de marzo de 1991 | Londres | Reino Unido | Wembley Arena |

### Norteamérica
| Fecha                 | Ciudad           | País           | Lugar                         |
| --------------------- | ---------------- | -------------- | ----------------------------- |
| 1 de octubre de 1991  | Oakland          | Estados Unidos | Alameda County Coliseum Arena |
| 2 de octubre de 1991  | Sacramento       | Estados Unidos | ARCO Arena                    |
| 5 de octubre de 1991  | Los Ángeles      | Estados Unidos | Great Western Forum           |
| 6 de octubre de 1991  | Los Ángeles      | Estados Unidos | Great Western Forum           |
| 9 de octubre de 1991  | Seattle          | Estados Unidos | Tacoma Dome                   |
| 10 de octubre de 1991 | Vancouver        | Canadá         | Pacific Coliseum              |
| 13 de octubre de 1991 | Denver           | Estados Unidos | McNichols Sports Arena        |
| 15 de octubre de 1991 | Houston          | Estados Unidos | The Summit                    |
| 16 de octubre de 1991 | Dallas           | Estados Unidos | Reunion Arena                 |
| 18 de octubre de 1991 | Detroit          | Estados Unidos | The Palace of Auburn Hills    |
| 20 de octubre de 1991 | Chicago          | Estados Unidos | Rosemont Horizon              |
| 22 de octubre de 1991 | Toronto          | Canadá         | Maple Leaf Gardens            |
| 25 de octubre de 1991 | Nueva York       | Estados Unidos | Madison Square Garden         |
| 26 de octubre de 1991 | Nueva York       | Estados Unidos | Madison Square Garden         |
| 28 de octubre de 1991 | Worcester        | Estados Unidos | The Centrum                   |
| 29 de octubre de 1991 | Filadelfia       | Estados Unidos | The Spectrum                  |
| 31 de octubre de 1991 | Washington D. C. | Estados Unidos | Capital Centre                |

- Datos: Q5179209